# Meximieux
Meximieux és un municipi francès situat al departament de l'Ain i a la regió d'Alvèrnia-Roine-Alps. L'any 2007 tenia 7.383 habitants.

## Demografia

### Població[Cal actualitzar]
El 2007 la població de fet de Meximieux era de 7.383 persones. Hi havia 2.848 famílies de les quals 837 eren unipersonals (340 homes vivint sols i 497 dones vivint soles), 712 parelles sense fills, 1.036 parelles amb fills i 263 famílies monoparentals amb fills.
La població ha evolucionat segons el següent gràfic:
Habitants censats

### Habitatges
El 2007 hi havia 3.200 habitatges, 2.895 eren l'habitatge principal de la família, 66 eren segones residències i 239 estaven desocupats. 1.794 eren cases i 1.393 eren apartaments. Dels 2.895 habitatges principals, 1.328 estaven ocupats pels seus propietaris, 1.521 estaven llogats i ocupats pels llogaters i 45 estaven cedits a títol gratuït; 82 tenien una cambra, 330 en tenien dues, 554 en tenien tres, 828 en tenien quatre i 1.100 en tenien cinc o més. 2.198 habitatges disposaven pel capbaix d'una plaça de pàrquing. A 1.365 habitatges hi havia un automòbil i a 1.183 n'hi havia dos o més.

### Piràmide de població
La piràmide de població per edats i sexe el 2009 era:
| Homes | Edats   | Dones |
| ----- | ------- | ----- |
| 0     | 95 o +  | 0     |
| 8     | 90 a 94 | 48    |
| 32    | 85 a 89 | 60    |
| 32    | 80 a 84 | 32    |
| 32    | 75 a 79 | 156   |
| 68    | 70 a 74 | 92    |
| 88    | 65 a 69 | 100   |
| 124   | 60 a 64 | 108   |
| 152   | 55 a 59 | 140   |
| 228   | 50 a 54 | 176   |
| 224   | 45 a 49 | 172   |
| 304   | 40 a 44 | 348   |
| 236   | 35 a 39 | 284   |
| 232   | 30 a 34 | 244   |
| 317   | 25 a 29 | 248   |
| 204   | 20 a 24 | 180   |
| 324   | 15 a 19 | 240   |
| 344   | 10 a 14 | 360   |
| 224   | 5 a 9   | 260   |
| 224   | 0 a 4   | 172   |

## Economia
El 2007 la població en edat de treballar era de 4.914 persones, 3.684 eren actives i 1.230 eren inactives. De les 3.684 persones actives 3.325 estaven ocupades (1.829 homes i 1.496 dones) i 359 estaven aturades (155 homes i 204 dones). De les 1.230 persones inactives 296 estaven jubilades, 525 estaven estudiant i 409 estaven classificades com a «altres inactius».

### Ingressos
El 2009 a Meximieux hi havia 2.894 unitats fiscals que integraven 7.299,5 persones, la mediana anual d'ingressos fiscals per persona era de 19.211 €.

### Activitats econòmiques
Dels 440 establiments que hi havia el 2007, 5 eren d'empreses extractives, 16 d'empreses alimentàries, 1 d'una empresa de fabricació de material elèctric, 20 d'empreses de fabricació d'altres productes industrials, 30 d'empreses de construcció, 112 d'empreses de comerç i reparació d'automòbils, 12 d'empreses de transport, 23 d'empreses d'hostatgeria i restauració, 5 d'empreses d'informació i comunicació, 32 d'empreses financeres, 24 d'empreses immobiliàries, 48 d'empreses de serveis, 71 d'entitats de l'administració pública i 41 d'empreses classificades com a «altres activitats de serveis».
Dels 100 establiments de servei als particulars que hi havia el 2009, 1 era una oficina d'administració d'Hisenda pública, 1 oficina del servei públic d'ocupació, 1 gendarmeria, 1 oficina de correu, 11 oficines bancàries, 1 funerària, 6 tallers de reparació d'automòbils i de material agrícola, 1 taller d'inspecció tècnica de vehicles, 1 establiment de lloguer de cotxes, 3 autoescoles, 2 paletes, 6 guixaires pintors, 7 fusteries, 6 lampisteries, 1 electricista, 1 empresa de construcció, 13 perruqueries, 2 veterinaris, 1 agència de treball temporal, 16 restaurants, 8 agències immobiliàries, 3 tintoreries i 7 salons de bellesa.
Dels 59 establiments comercials que hi havia el 2009, 3 eren supermercats, 1 un supermercat, 3 botiges de menys de 120 m², 7 fleques, 5 carnisseries, 4 llibreries, 12 botigues de roba, 1 una botiga de roba, 3 sabateries, 4 botigues d'electrodomèstics, 3 botigues de mobles, 2 botigues de material esportiu, 2 drogueries, 1 un drogueria, 3 joieries i 5 floristeries.
L'any 2000 a Meximieux hi havia 16 explotacions agrícoles que ocupaven un total de 483 hectàrees.

## Equipaments sanitaris i escolars
El 2009 hi havia 1 hospital de tractaments de curta durada, 1 hospital de tractaments de mitja durada (seguiment i rehabilitació), 1 un hospital de tractaments de llarga durada, 3 farmàcies i 1 ambulància.
El 2009 hi havia 3 escoles maternals i 5 escoles elementals. Meximieux disposava d'un col·legi d'educació secundària amb 904 alumnes.

## Poblacions més properes
El següent diagrama mostra les poblacions més properes.